# Traktat z Greenville
Traktat z Greenville – traktat zawarty w Fort Greenville (dziś Greenville w stanie Ohio) 2 sierpnia 1795 roku pomiędzy koalicją Indian, znaną jako Konfederacja Zachodnia i Stanami Zjednoczonymi po przegranej przez Indian bitwie pod zaporą z pni, co zakończyło działania w Wojnie z Indianami Północnego Zachodu.
Stany Zjednoczone reprezentował generał Anthony Wayne, zwycięzca w ostatniej bitwie. W zamian za dobra wartości 20 000 dolarów (w tym koce, przybory domowe i bydło) plemiona indiańskie oddały Stanom Zjednoczonym większość dzisiejszego stanu Ohio, dzisiejsze śródmieście miasta Chicago (sześć mil kwadratowych u ujścia rzeki Chicago River. Artykuł 4, punkt 14 traktatu) i okolice Fort Detroit.
Wodzowie, którzy sygnowali traktat, pochodzili z następujących plemion:
- Irokezi,
- Delawarowie (kilka szczepów),
- Szaunisi,
- Ottawowie (kilka szczepów),
- Czipejewowie,
- Potawatomi (kilka szczepów),
- Miami (kilka szczepów),
- Weaowie,
- Kickapoo,
- Kaskaskia.

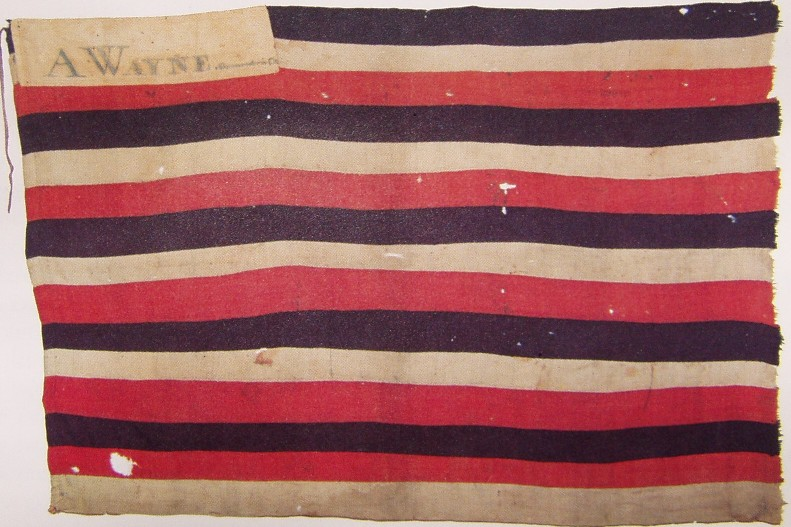
Anthony Wayne wręczył tę flagę wodzowi plemienia Miami. Dziś własność stanu Indiana.

Zgodnie z postanowieniami traktatu powstała linia graniczna zwana Greenville Treaty Line, która przez kilka lat rozdzielała ziemie indiańskie od terytoriów otwartych dla białych osadników. Linia ta była jednakże często przekraczana przez białych mimo gwarancji zawartych w tekście traktatu. Ustalona granica zaczynała się u ujścia Cuyahoga River w dzisiejszym Cleveland, a następnie biegła na południe wzdłuż tejże rzeki aż do przenioski pomiędzy Cuyahoga i Tuscarawas River, co dzisiaj nosi nazwę Portage Lakes, a znajduje się pomiędzy Akron i Canton. Granica biegła dalej wzdłuż rzeki Tuscarawas do Fortu Laurens w pobliżu dzisiejszego Bolivar. Stamtąd linia biegła do Fort Loramie nad dopływem Great Miami River i dalej na północny zachód do Fort Recovery nad rzeką Wabash, czyli tam, gdzie dziś przebiega granica pomiędzy stanami Ohio i Indiana. Z Fort Recovery linia biegła na południowy zachód ku rzece Ohio do miejsca przeciwległego ujściu rzeki Kentucky w dzisiejszym Carrollton.
William Clark uczestnik ekspedycji Lewisa i Clarka był w Greenville obecny. Po latach spotkał ponownie jednego z wodzów Delawarów, co odnotował w swoim dzienniku pod datą 23 grudnia 1803: „a raney day… several Deleaway pass, a chief whome I saw at Greenville Treaty, I gave him a bottle of whiskey”.